# Berta subrectistriga
Berta subrectistriga là một loài bướm đêm trong họ Geometridae.